# Sukur
Sukur je oblast okolo stejnojmenné vesnice ve státě Adamawa na severovýchodě Nigérie, jejíž kulturní krajina je chráněna jako Světové dědictví. Tvoří ji náhorní plošina o rozloze 764,4 hektarů v Mandarském pohoří, která je osídlena již od neolitu, od 17. století zde vládne dynastie Dur. Předmětem památkové ochrany jsou palác náčelníka (Hidi), svatyně původního kultu, pece na zpracování železné rudy a přírodní terasovitá pole, kde se pěstuje proso. Zápis Sukuru na seznam Světového dědictví UNESCO proběhl na 23. zasedání v prosinci 1999 v Marrákeši. Region je pro turisty obtížně přístupný, v roce 2014 byly zdejší stavby poničeny při vpádu ozbrojenců Boko Haram.